# Freewheelin
För Bob Dylans album, se The Freewheelin' Bob Dylan
Freewheelin' är ett musikalbum av Anders Widmark från 1995. Det är delvis inspelat live på Mosebacke i Stockholm. På albumet medverkar gästartister som Sara Isaksson och André de Lang.

## Låtlista
1. I Got Rhythm (George Gershwin/Ira Gershwin) – 4:47
2. One for the Festival (Anders Widmark) – 4:23
3. In Return (Anders Widmark) – 5:38
4. I've Found a New Baby (Spencer Williams/Jack Palmer) – 4:08
5. Have You Met Miss Jones (Richard Rodgers) – 3:17
6. Body and Soul (Edward Heyman/Robert Sour/Frank Eyton/Johnny Green) – 4:31
7. The Turner (Anders Widmark) – 1:48
8. Albertina (trad) – 3:13
9. The Sideman (Anders Widmark/Staffan Sjöholm) – 4:02
10. Somewhere (Leonard Bernstein) – 4:21
11. Kamala's Longing (Anders Widmark) – 2:41
12. Freewheelin' (Anders Widmark) – 5:56
13. I Lost Something (Anders Widmark/Viveka Gustavsson) – 4:06
14. You Don't Have to Say (Anders Widmark/Steve Dobrogosz) – 5:06
15. It's All Money Now (Anders Widmark/Steve Dobrogosz) – 5:05
16. Don't Nobody Bring Me No Bad News (Charlie Smalls) – 1:16

## Medverkande
- Anders Widmark – piano, sång (spår 4, 15), arrangemang
- Jan Adefelt – bas
- Egil Johansen – trummor (spår 1, 4–6, 8–9), slagverk (spår 2)
- Johan Löfcrantz Ramsay – trummor (spår 3, 7, 11–16)
- Mikael Nilsson – congas (spår 1, 7), trummor (spår 2)
- Sara Isaksson – sång (spår 11–15)
- André de Lang – sång (spår 11–15)
- Kaarle Mannila – sång (spår 11–15)
- Kristina Jansson – sång (spår 11–14)
- Thomas Arnesen – gitarr (spår 12–16)